# Molokini
Molokini ist eine kleine, unbewohnte Insel zwischen Maui und Kahoʻolawe im Archipel von Hawaiʻi. Sie liegt 4,2 km westlich von Maui und 6,9 km nordöstlich von Kahoʻolawe.
Die sichelförmige Insel, die vor 150.000 Jahren entstand, stellt den Kraterrand eines erloschenen Vulkans dar und weist eine Fläche von lediglich 9,317 ha (0,093 km²) auf. Im Zweiten Weltkrieg wurde Molokini als Übungsziel für Bombenabwürfe genutzt; heute ist die Insel ein beliebtes hawaiisches Tauchgebiet. 
Wegen der zahlreichen Seevögel ist das Eiland, wie viele weitere kleine Inseln Hawaiʻis auch, ein Hawaiʻi State Seabird Sanctuary (Vogelschutzgebiet) und darf nicht betreten werden.